# Antiblemma agrestis
Antiblemma agrestis är en fjärilsart som beskrevs av William Schaus 1911. Antiblemma agrestis ingår i släktet Antiblemma och familjen nattflyn. Inga underarter finns listade i Catalogue of Life.